# Evangeline Mary Daniell

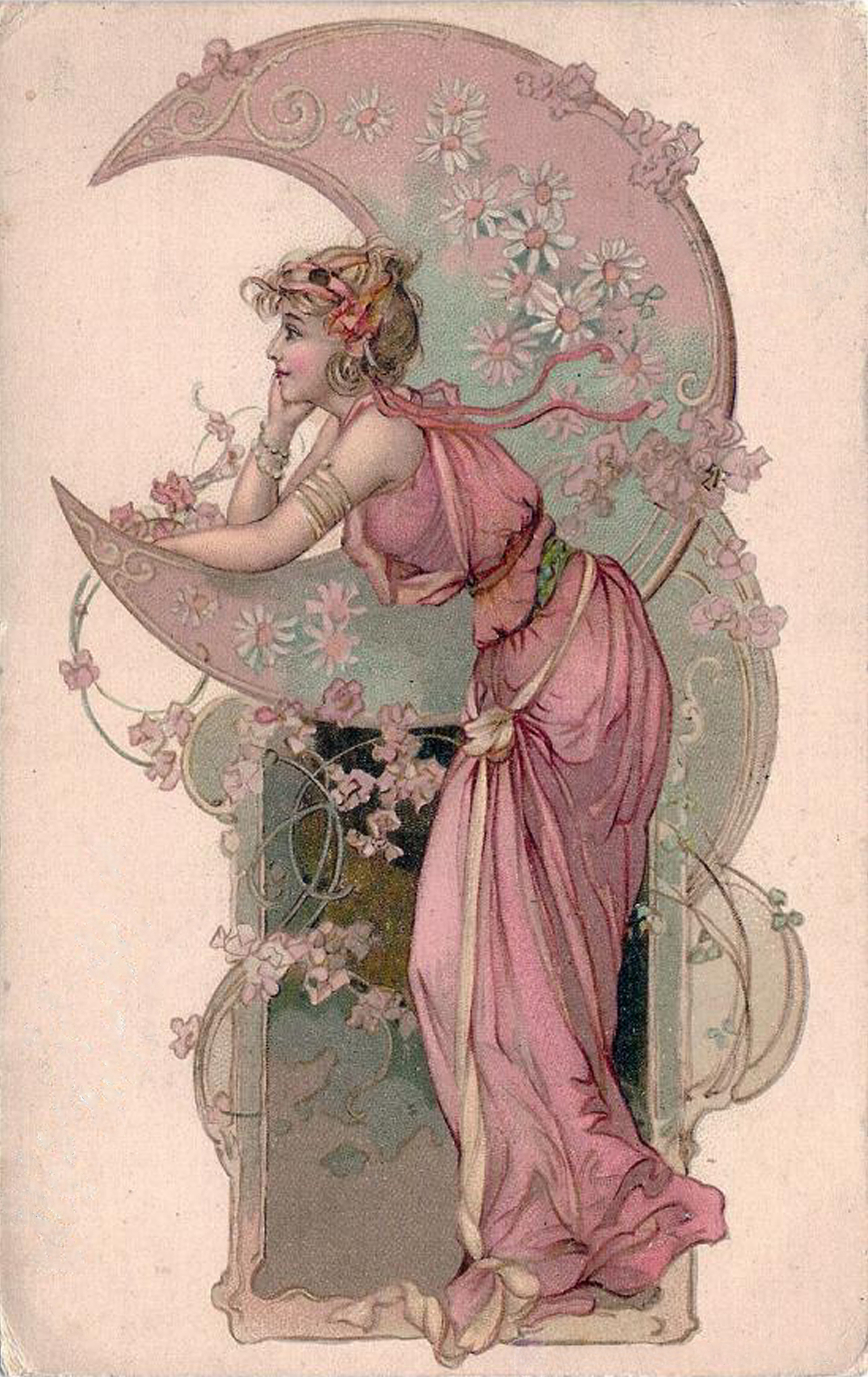
Grafik von Evangeline Mary (Eva) Daniell

 Evangeline Mary Daniell, auch Eva Daniell (* 1880; † um 1902) war eine britische Jugendstilkünstlerin.

## Leben und Werk
Daniell gilt als eine der herausragenden britischen Künstlerinnen der Jugendstilbewegung. Ihre Werke erinnern mit schwungvollen Linien und organischen Formen an den Stil von Alfons Mucha.
Viele ihrer Werke erschienen als international anerkannte Kunstpostkarten in dem Londoner Verlag Raphael Tuck & Sons, dessen Archiv im Zweiten Weltkrieg vernichtet wurde. Auch gestaltete Daniell Buchcover, zum Beispiel zwei Ausgaben von The Seven Seas von Rudyard Kipling aus dem Jahr 1896.  Daniell soll im Alter von 22 Jahren an Tuberkulose gestorben sein.